# Frankenbach (Biebertal)
Frankenbach is een plaats in de Duitse gemeente Biebertal, deelstaat Hessen, en telt 1025 inwoners.